# Јелена (име)
Јелена је женско име грчког порекла (од Хелена). Потиче од грчких речи Elene, Helene, изворно hele у значењу „сјајна, блистава“. 
Често је у Србији, Хрватској и Литванији, Русији и другим земљама.

## Изведена имена
Од овог имена изведена су имена Ела, Елена, Јека, Јеленица, Јеленка, Јеца, Јецка, Лела, Лена, Ленка, Ленче, а слично је име Хелена.

## Историјат
Према грчкој легенди то је било име Лепе Јелене, најлепше жене света, кћерке врховног бога Зевса и Леде. Хомер у својој Илијади лепоту ове жене криви за дуги и крвави Тројански рат. 
Јелена је име које се налази у календару православне цркве, због мајке римског цара Константина Великог. Сматра се да је њена улога била кључна у заустављању прогона хришћана и ширењу хришћанства, па је проглашена за светицу. Од најстаријих писаних извора до данас, име Јелена је веома често код свих хришћанских народа.

## Популарност
У Србији је ово име од 2003. до 2005. било на десетом месту по популарности. У јужној Аустралији је од 2004. до 2007. било међу првих 2.000, а од 1999. до 2003. међу првих осамсто.

## Познате личности
- Лепа Јелена, (Јелена Тројанска или Јелена Спартанска), због које је избио Тројански рат.
- Јелена, мајка цара Константина Великог, римска царица и хришћанска светица
- Јелена Јанковић, српска тенисерка
- Јелена Докић, српска тенисерка
- Јелена Гргурић Охмућевић, српска сликарка
- Јелена Ћетковић, црногорска партизанка и народни херој Југославије.
- Јелена Шубић, сестра цара Стефана Душана
- Јелена Лазаревић Балшић Хранић, ћерка кнеза Лазара
- Јелена Јаковљевић, српска манекенка
- Јелена Анжујска, жена српског краља Стефана Уроша I
- Јелена, жена српског краља и цара Стефана Душана
- Јелена Карлеуша, певачица
- Јелена Ђорђевић Поповић, глумица, новинарка и дизајнерка
- Јелена Стојиљковић, глумица